# Balanus regalis
Balanus regalis är en kräftdjursart som beskrevs av Henry Augustus Pilsbry 1916. Balanus regalis ingår i släktet Balanus och familjen havstulpaner. Inga underarter finns listade i Catalogue of Life.